# Sanija Ameti
Sanija Ameti (* 11. Mai 1992) ist eine Schweizer Politikerin (parteilos, bis Januar 2025 GLP). Sie ist seit 2021 Co-Präsidentin der politischen Bewegung Operation Libero und seit 2022 Gemeinderätin der Stadt Zürich.

## Biografie
Sanija Ameti wurde 1992 in eine muslimische Familie geboren, sie selbst bezeichnet sich heute als Atheistin. Ihr Vater war Professor für Biologie und Politiker im ehemaligen Jugoslawien. Sie kam 1995 mit ihren Eltern als Flüchtling in die Schweiz, die Familie flüchtete aus Bosnien aufgrund des Krieges. Darauf kam Ameti ins Asylzentrum von Adliswil und wuchs später in Oerlikon auf. Nach dem Abschluss an der Kantonsschule Zürich Oerlikon im Jahr 2011 studierte Ameti bis 2018 Rechtswissenschaften an der Universität Zürich.

## Politische Karriere
Politisch aktiv wurde Sanija Ameti, nachdem sie Elisabeth Kopp, die erste Bundesrätin der Schweiz, im Zug getroffen hatte, welche sie zu einer politischen Karriere ermuntert haben soll.
Von 2019 bis 2020 war sie Mitglied der Geschäftsleitung der Jungen Grünliberalen Partei Schweiz (Ressort politische Strategie) und von 2020 bis 2024 Mitglied der Parteileitung der Grünliberalen Partei Kanton Zürich. Ameti wurde Anfang 2020 mit der Leitung der Gegenkampagne zum Anti-Terror-Gesetz beauftragt.
Anfang Oktober 2021 hat Ameti das Co-Präsidium der politischen Bewegung Operation Libero von Laura Zimmermann übernommen, die dann als Vorstandsmitglied für die politische Organisation tätig wurde. Sie führt die Bewegung gemeinsam mit Stefan Manser-Egli an. Ameti setzt sich politisch gemäss eigenen Angaben für ein geregeltes und stabiles Verhältnis der Schweiz mit der EU ein und lanciert gemeinsam mit der Grünen Partei die Europa-Initiative.
Ebenso fordert sie einen gesetzlichen Rahmen für aktive Massnahmen im digitalen Raum. Dazu gehört die Achtung der Freiheitsrechte der Bürger im digitalen Raum. Hierfür setzt sie sich politisch unter anderem für ein Verbot der öffentlichen Gesichtserkennung ein. Seit Mai 2022 ist Ameti Gemeinderätin der Stadt Zürich und vertritt die Stadtkreise 4 und 5. Sie ist Mitglied der Geschäftsprüfungskommission. 2023 kandidierte sie für die GLP erfolglos für den Zürcher Kantonsrat sowie den Nationalrat.

### Kontroversen
Im November 2022 sorgte Ameti für Aufsehen, nachdem sie zu den beiden Bundesratskandidaten der SVP, Albert Rösti und Hans-Ueli Vogt, in der Diskussionssendung «Club» des Schweizer Fernsehens auf die Frage der Moderatorin, wer von den beiden der grünere Bundesrat sei, gesagt hatte: «Oi, schauen Sie, beide sind stramme SVP-Politiker, und ich kann mir – aus politischer Warte – keinen von beiden schöntrinken.» Rösti und Vogt fühlten sich dadurch beleidigt. In einem Referat zur Einleitung einer Europa-Debatte 2023 zwischen dem GLP-Politiker Nicola Forster und alt Bundesrat Christoph Blocher (SVP) warf sie letzterem mit Verweis auf Dürrenmatts Gefängnismetapher vor, Ihnen war kein Franken und keine Faktenverdrehung zu schade, um […] das Land im Gefängnis-Modus einzufrieren.
Im September 2024 verwendete Sanija Ameti die Reproduktion einer Darstellung der Madonna mit Kind und dem Erzengel Michael von Tommaso del Mazza aus einem Katalog des Auktionshauses Koller als Zielscheibe für Schiessübungen und veröffentlichte auf Instagram Fotos davon. Sie wurde deswegen stark kritisiert und verlor ihre Anstellung bei einer PR-Agentur. Ameti gab in der Folge am 9. September ihren Rücktritt aus der Leitung der Zürcher GLP bekannt. Gleichentags kündigte die GLP Schweiz an, ein Parteiausschlussverfahren zu beantragen, das von der Zürcher GLP behandelt wurde. Die Schweizer Bischofskonferenz teilte mit, sie sei «dankbar für das Schreiben von Sanija Ameti an den Bischof von Chur, in dem sie die katholische Gemeinschaft um Vergebung bittet», wolle aber trotzdem ihre «tiefe Missbilligung» öffentlich zum Ausdruck bringen. Die katholische Kirche des Kantons Zürich dankte ebenfalls für die Bitte um Vergebung und ergänzte: «Sie bezahlt für ihr Verhalten mit dem Verlust ihres Arbeitsplatzes und dem Ende ihrer politischen Karriere bereits einen hohen Preis. Wer sind wir als Kirche, dass wir ihre Bitte um Vergebung ausschlagen dürfen?» Die Junge SVP kündigte an, Strafanzeige wegen Störung der Glaubens- und Kultusfreiheit einzureichen, wandte sich aber gegen berufliche Konsequenzen für Ameti und gegen eine «Hexenjagd». Eine Gruppe prominenter Persönlichkeiten stellte sich hinter Ameti und rief dazu auf, die «Hetzjagd» gegen sie zu beenden. Christoph Sigrist, ehemaliger Grossmünster-Pfarrer, kritisierte die Medien als scheinheilig, welche «im Alltag die Bedeutung der Kirche oder des christlichen Glaubens herunterspielen und sie im Gegenzug dann plötzlich auf ein Podest heben, weil es ihrer Kampagne dient.» Am 18. Dezember 2024 nahm sie erstmals wieder an der Gemeinderatssitzung teil. Am 21. Januar 2025 gab sie ihren Austritt aus der GLP bekannt. Im Juli 2025 erhob die Zürcher Staatsanwaltschaft Anklage gegen sie. Mass-Voll-Präsident Nicolas Rimoldi hatte neben anderen Anzeige erstattet.

## Veröffentlichungen
- Crypto-Leaks: Die Neutralität verlangt die Offenlegung des Minerva-Berichts. foraus.ch, 6. März 2020
- Cyber-Defence braucht Cyber-Romance. foraus.ch, 2. April 2019
- Cyber-War oder Cyber-Wahn? Wenn Ungenauigkeiten im allgemeinen Sprachgebrauch juristische Unterscheidungen gefährden. Völkerrechtsblog, 24. Oktober 2018, (doi:10.17176/20181024-102723-0)